# Cyril Aellen

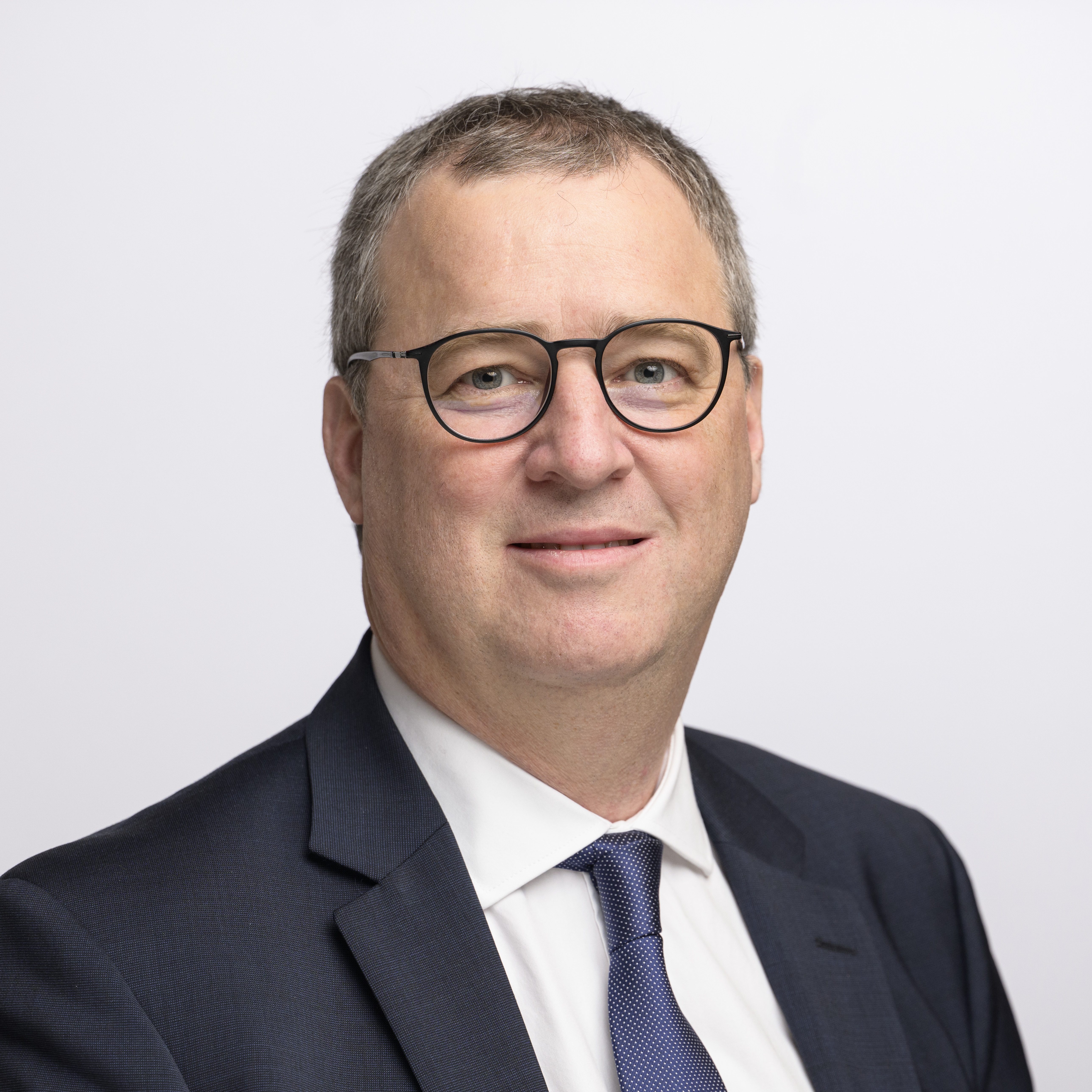
Cyril Aellen (2023)

Cyril Aellen (* 29. Februar 1972; heimatberechtigt in Genf) ist ein Schweizer Anwalt und Politiker (FDP).

## Leben
Aellen wurde 1972 als Sohn eines Personalleiters der Migros und einer Lehrerin geboren. 
Er studierte an der Universität Genf Rechtswissenschaften Er ist auf Immobilien- und Familienrecht spezialisiert.
Er ist verheiratet, Vater von vier erwachsenen Kindern und wohnt in Veyrier.

## Politik
Aellen trat in den 1990er Jahren, während seines Studiums, der FDP bei. Er war von 2001 bis 2005 im Munizipalrat von Bernex. 2013 wurde er in den Grossen Rat von Genf gewählt. In den Parlamentswahlen 2023 wurde er in den Nationalrat gewählt.